# ويكيبيديا في الهند
ويكيميديا في الهند تشير إلى جميع مشاريع ويكيبيديا وويكيميديا ذات الاهتمام الخاص للأشخاص في الهند أو المهتمين بالموضوعات المتعلقة بالهند.

## المحتوى باللغات الهندية
تحتوي ويكيبيديا على إصدارات مختلفة لمختلف اللغات في الهند. تتمتع هذه الإصدارات اللغوية من ويكيبيديا بثقافتها الخاصة وتاريخ تطورها.
- ويكيبيديا الأسامية

- ويكيبيديا البنغالية

- ويكيبيديا البهوجبرية

- ويكيبيديا الغوجاراتية

- ويكيبيديا الهندية

- ويكيبيديا الكانادا

- ويكيبيديا الكونكانية

- ويكيبيديا الكشميرية

- ويكيبيديا المالايالامية

- ويكيبيديا المهاراتية

- ويكيبيديا أوديا

- ويكيبيديا البنجابية

- ويكيبيديا السنسكريتية

- ويكيبيديا سانتالي

- ويكيبيديا التاميل

- ويكيبيديا التيلجو

- ويكيبيديا تولو

- ويكيبيديا السندية

- ويكيبيديا مايثيلي

- ويكيبيديا النيبالية

اللغتين الهندية والإنجليزية تعد الإصدارات الأكثر شعبية في الهند. عمل مجتمع ويكيميديا في الهند مجهوداً لتأسيس ويكيبيديا باللغة السنثالية في أغسطس 2018، لإبراز لغة قبلية.
يتلقى متطوعي مجتمع ويكيميديا النصح من جوجل لكتابة مقالات، استنادًا إلى مصطلحات البحث الأكثر شيوعًا في جوجل. في سبتمبر 2019، أعربت وزارة العلوم والتكنولوجيا عن نيتها تعزيز تطوير مقالات ويكيبيديا باللغة الهندية حول العلوم. وقد تعاون خبراء الصحة مع محرري ويكيبيديا لمشاركة المعلومات حول اللقاحات باللغة المحلية.
يتمتع قراء اللغات المختلفة اهتمامات مختلفة. على سبيل المثال، في عام 2019 كان مقال "شيفاجي" هو المقال الأكثر شعبية في ويكيبيديا الماراثية، وكان مقال "جورو جرانث صاحب" هو المقال الأكثر شعبية في البنجابية، وكان مقال "مهبل" هو المقال الأكثر شعبية في بهوجبوري. في بعض الأحيان تكون مقالات ويكيبيديا هدفًا للنقاش السياسي. تشمل المقالات التي كانت موضع مناقشات وجدل "أعمال شغب دلهي 2020" و" جاي شري رام".

## منظمة مجتمع ويكيميديا في الهند
مؤتمر ويكيبيديا في الهند هو مؤتمر ويكيبيدي، استُضيف لأول مرة في الهند عام 2011. في عام 2004، بدأ محررو ويكيميديا في الهند في التخطيط لإنشاء منظمة إقليمية، ويكيميديا الهند. قام المنظمون بصياغة اللوائح في عام 2007، وفي عام 2008 عقدوا اجتماعات بمساعدة مركز الإنترنت والمجتمع. تأسست المنظمة في يوليو 2009 باعتبارها الفصل التاسع والعشرون من ويكيميديا. أُثني على محرر مجلة يدعى سانجرام كيشاري سيناباتي لتطويره ويكيبيديا الأودية.
بدأ برنامج ويكيبيديا في التعليم (WEP) في عام 2013 في العديد من الكليات. في عام 2011، كُرِّم الطلاب في الكليات والجامعات في بوني لمشاركتهم في مشروع تعليمي على ويكيبيديا. في عام 2020، كان المشاركون في برنامج WEP يعملون على تطوير المحتوى في تولو . في عام 2020، كان مجتمع ويكيبيديا التطوعي يمول غالبية أنشطة مجتمع ويكي في الهند.
وصف مجتمع ويكيميديا الكارافالي أنهم يقومون بالتحرير بين إصدارات ويكيبيديا باللغات الإنجليزية، والكانادا، والتولو، والكونكانية. يقومون بتحرير مواضيع تشمل الصحة واهتمامات المرأة.

## مشاركة مؤسسة ويكيميديا في الهند
رعت شركة جوجل مشروع النمر، وهو برنامج لتطوير محتوى ويكيبيديا باللغات الهندية. قدمت شركة جوجل أجهزة Chromebook، في حين قدمت مؤسسة ويكيميديا منحًا مالية مقابل الاتصال بالإنترنت. أبدى بعض المتطوعين امتعاضهم من قائمة الموضوعات التي قدمتها جوجل - معظمها مواضيع رائجة على جوجل، والتي وجدها بعض المتطوعين غير ذات صلة. وفي وقت لاحق، تم توفير قائمة محلية.
تدير مؤسسة ويكيميديا حملات لجمع التبرعات تطلب من الشعب الهندي التبرع. ووصف أحد مصادر الأخبار هذا الطلب المالي بأنه محرج ومثير للعواطف.
في عام 2011 افتتحت مؤسسة ويكيميديا فرعًا لها في الهند.  كان أحد أهداف إنشاء مكتب هناك هو زيادة جمع التبرعات الإقليمية.  

## الحكومة الهندية وويكيبيديا
في عام 2020، أصدرت حكومة الهند أمرًا إلى ويكيبيديا بإزالة بعض خرائط حدود الهند، مهددة بحظر المنصة في البلاد. تنظم الحكومة الهندية مواقع الويب بما في ذلك ويكيبيديا وفقًا لقواعد تكنولوجيا المعلومات لعام 2021. مع صياغة هذه القواعد في عام 2020، تكهنت بعض مصادر الأخبار بأن ويكيبيديا لم تكن متوافقة مع هذه القواعد.
رفع المؤلف توهين سينها دعوى قضائية ضد مؤسسة ويكيميديا بسبب حذف مقالة ويكيبيديا الإنجليزية عنه في عام 2022. وقال إن الدعوى كانت "معركة ضد الدولة العميقة الغربية". في عام 2022، رفضت المحكمة العليا في الهند دعاوى التشهير التي رفعتها منظمة مصنعي الأدوية الأيورفيدية في الهند ضد ويكيبيديا. 
في يوليو 2024، رفعت شركة أنباء آسيا الدولية دعوى قضائية ضد مؤسسة ويكيميديا في المحكمة العليا في دلهي بتهمة التشهير. بدأت قضية أنباء آسيا الدولية ضد مؤسسة ويكيميديا في محكمة دلهي العليا في أغسطس 2024، حيث تم استدعاء مؤسسة ويكيميديا بتهمة ازدراء المحكمة في سبتمبر وأُمرت بالعودة إلى المحكمة في أكتوبر. في 21 أكتوبر، علقت مؤسسة ويكيميديا الوصول إلى المقالة الخاصة بقضية أنباء آسيا الدولية ضد مؤسسة ويكيميديا بسبب أمر من المحكمة.
في سبتمبر 2024، أمرت المحكمة العليا في الهند ويكيبيديا بإزالة اسم الضحية في مقالة ويكيبيديا حول حادثة الاغتصاب والقتل في كولكاتا عام 2024.